# Вибуховий пункт
Вибуховий пункт — у сейсморозвідувальних роботах місце, в якому знаходиться вибухова машинка або вибухова станція та з якого вмикають струм в електровибухову мережу для виконання вибуху, або підпалюють бікфордів шнур.
У вибуховому пункті перебувають спеціаліст з підривних робіт, вибухові матеріали і засоби зв'язку (наприклад, телефонний зв'язок між вибуховим пунктом і сейсмолабораторією). Крім того, пункт облаштовується системою синхронізації збудження, призначеної для синхронного запуску сейсмостанції, виробництва вибуху і відмітки моменту вибуху (збудження коливань).